# Pennsylvanian Championships 1972
Il Pennsylvanian Championships 1972 è stato un torneo di tennis giocato sul sintetico indoor. È stata la 1ª edizione del torneo, che fa parte dei Tornei di tennis femminili indipendenti nel 1972. Si è giocato a Merion negli USA dal 21 al 27 agosto 1972.

## Campionesse

### Singolare
Virginia Wade ha battuto in finale  Carrie Fleming con il punteggio di 6–4, 6–1

### Doppio
Virginia Wade /  Sharon Walsh hanno battuto in finale  Brenda Kirk /  Pat Walkden con il punteggio di 7–6, 6–2